# Blue chip dionice
Blue chip dionice (naziv prema njujorškoj burzi; na hrvatskom jezku: „Plave dionice“) naziv je dionice kompanija koje krasi velik ugled i dojmljiva tržišna pozicija. Takve dionice slove kao kvalitetne, povjerljive i stabilne čak i u doba velikih kolebanja cijena vrijednosnica na burzama.

## Porijeklo naziva
Postoji više teorija o porijeklu termina blue chip. Jedna od njih govori kako je termin preuzet iz kartaške igre poker, gdje je najvrijednji žeton (engleski: chip) u većini slučajeva bio plave boje (engleski: blue). Drugi pravac ide u smjeru povezivanja plave boje s aristokratskim lozama („plava krv“).
Termin blue chip prvi je na njujorškoj burzi upotrijebio Oliver Gingold,  sredinom 20-ih godina 20. stoljeća.

## Blue chip dionice danas
Na tržištu kapitala u SAD-u kompanija po imenu UBS Financial Services Inc. klasificira kompanije čije su dionice označene kao blue chip. Da bi to postala, kompanija mora zadovoljiti određene kriterije. Postupak određivanja slično se provodi i na drugim tržištima kapitala, primjerice u Europi.
Danas najpoznatiji Blue chip indeks jest Dow Jones, koji se vodi na njujorškoj burzi, a čini ga 30 najjačih kompanija u industrijskoj djelatnosti SAD-a. Najpoznatijij europski indeksi takve prirode jesu frankfurtski DAX, londonski FTSE 100 i pariški CAC 40.
Primjeri nekih dioničkih društava čije dionice kotiraju kao blue chip:
- SAD - American Express, Bank of America, Coca-Cola, Exxon Mobil, IBM, Kraft Foods, McDonald's, Procter & Gamble

- Europska unija - Deutsche Bank, Siemens, Volkswagen, Allianz, Daimler, Nestlé, L’Oréal, Royal Dutch Shell

- Kina - China Mobile, ICBC/Industrial and Commercial Bank of China, China Merchants Holdings International, China Life Insurance, BOC/Bank of China, China Telecom, China Construction Bank, China Petroleum

## Hrvatske blue chip dionice
Što se tiče tržišta kapitala u Hrvatskoj, na Zagrebačkoj burzi vodi se indeks po imenu Crobex 10, ali ondje ne kotiraju dionice niti jedne kompanije velike i gospodarski snažne kao u prethodnim primjerima iz svijeta. Ipak, informativno se može reći kako i Hrvatska ima nekoliko svojih blue chip kompanija, kao primjer mogu se navesti INA d.d., Hrvatski Telekom d.d. i Podravka d.d.